# Lou Fine
Louis Fine dit Lou Fine, né le 26 novembre 1914 à New York et mort le 24 juillet 1971, est un dessinateur de bande dessinée et illustrateur américain. Dessinateur de comic books de 1938 à 1944, il se consacre ensuite à la publicité (chez Johnston & Cushing), au comic strip et à l'illustration. À la fin de sa vie, il résidait à Lido Beach, riche quartier de Hempstead, sur Long Island.

## Prix et récompenses
- 2005 : Temple de la renommée Will Eisner (choix du jury)